# Killer (Burladingen)
Killer ist ein Dorf auf der Schwäbischen Alb in Baden-Württemberg. Es liegt 656 m ü. NN und hat 597 Einwohner (Stand 31. Dezember 2024). Killer gehört seit 1973 zur Stadt Burladingen und liegt 5,5 Kilometer nordwestlich davon.

## Geographie

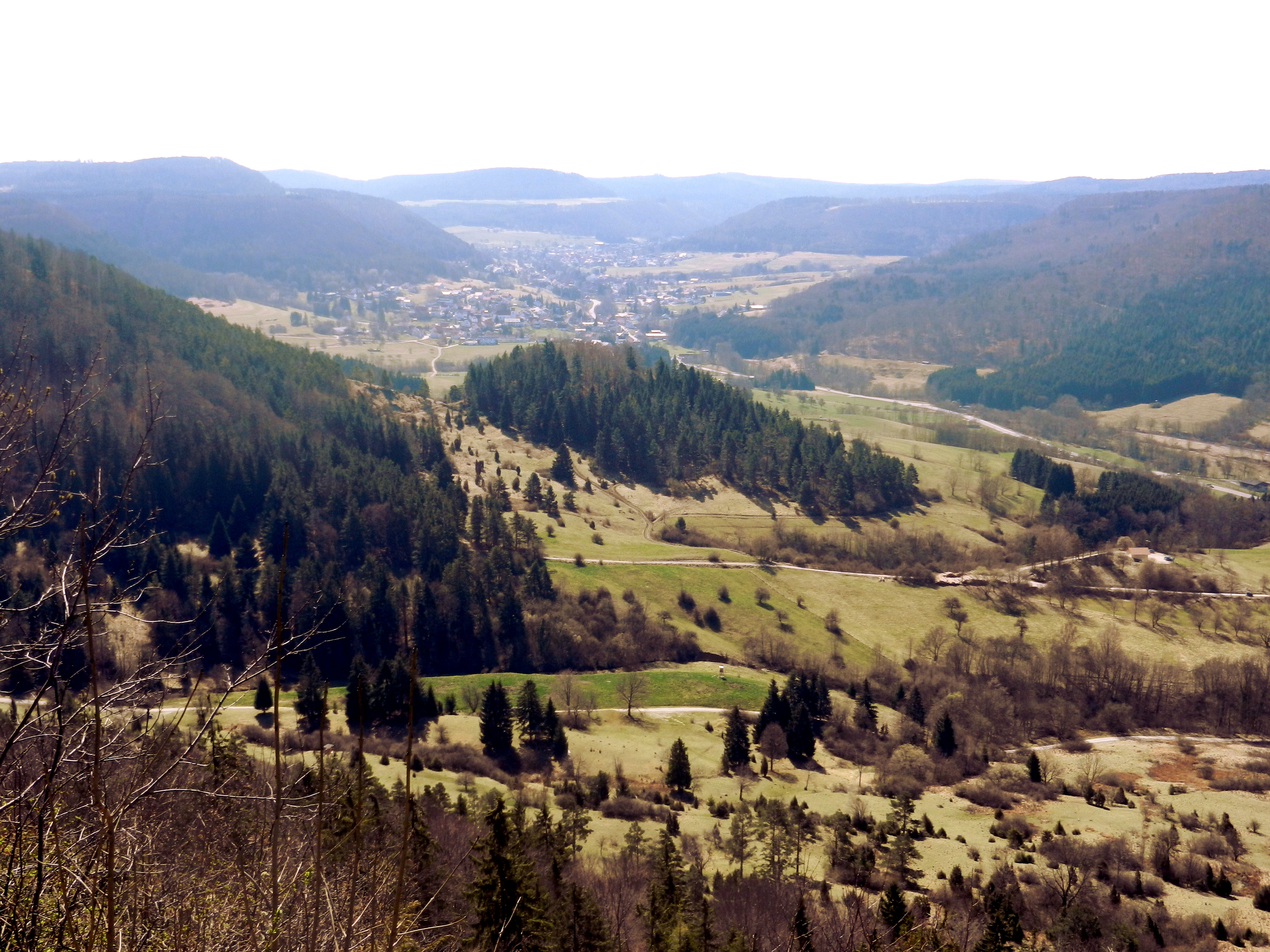
Das in ihrem Oberlauf „Killertal“ genannte Tal der Starzel. Von vorne die Dörfer Killer, Starzeln und Hausen im Killertal

Killer liegt zentral im nach dem Dorf benannten Killertal, dem Oberlauf der Starzel. Durch den Ort führen die Bundesstraße 32 und die Stammstrecke der Hohenzollerischen Landesbahn von Hechingen nach Sigmaringen.

## Geschichte
Killer wird erstmals 1255 als Kilwilar genannt. Dieser Name kommt von „Kilchwilari“, einem Wort der alemannischen Mundart für „Kirchweiler“, d. h. für eine kleine Wohnsiedlung (Weiler) mit Kirche.
Nördlich des alten Dorfkerns lag die abgegangene Burg Killer, eine Wasserburg der Herren von Killer, die Ende des 14. Jahrhunderts erstmals überliefert sind. Sie waren Ministeriale der Grafen von Zollern. 1377 fiel ein Albert von Killer in der Schlacht bei Reutlingen.
Killer hatte 1790 443 und 1867 576 Einwohner. Am 1. Januar 1973 wurde Killer nach Burladingen eingemeindet.

## Religion

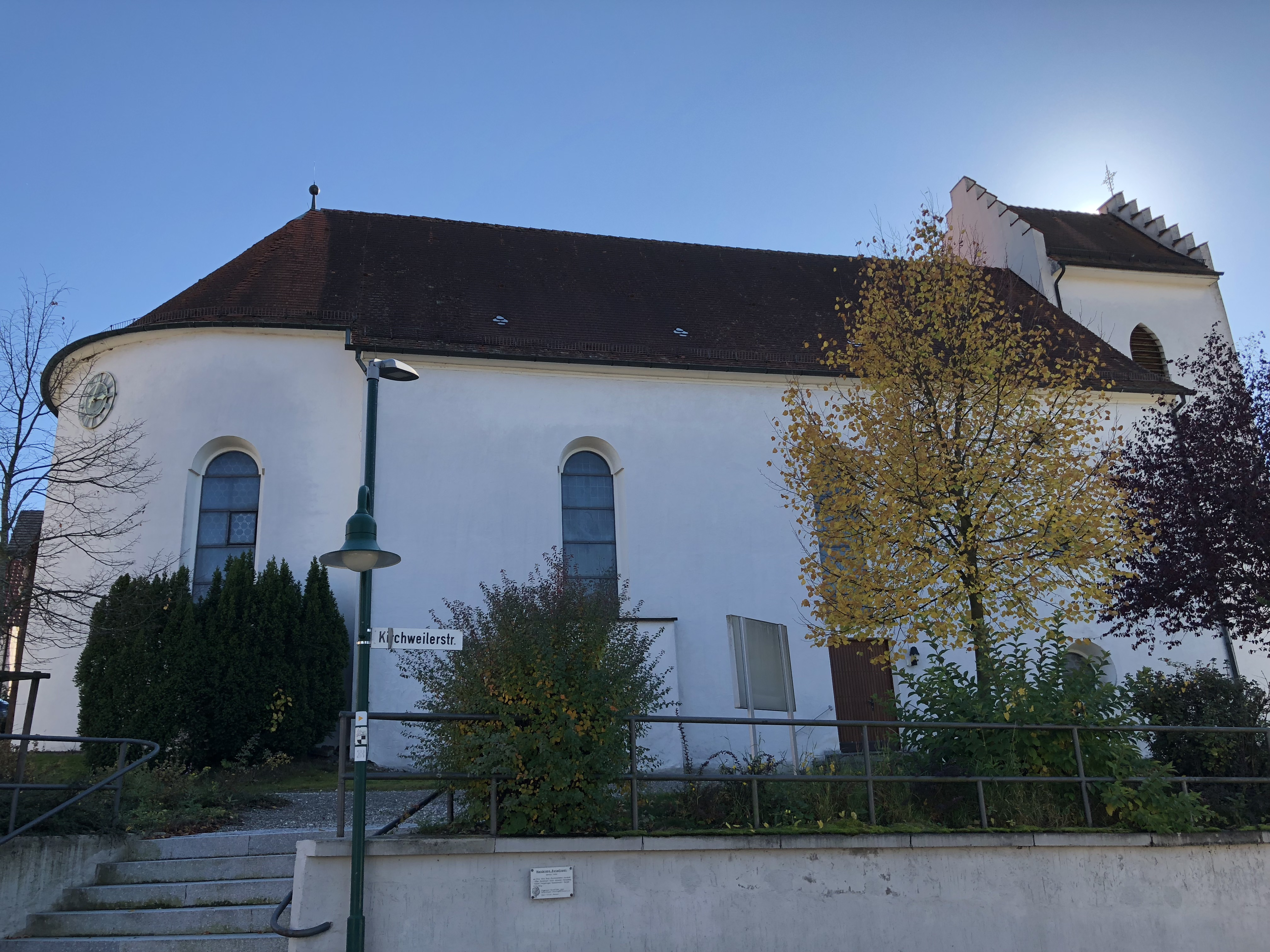
Pfarrkirche Mater Dolorosa

Killer ist wohl das jüngste Dorf im Killertal. Seine Kirche war als Urkirche die Mutterkirche im Killertal. Die heutige Kirche wurde 1565 an der Stelle einer Vorgängerkirche aus der Zeit um 1300 errichtet. Damals war Killer ein viel besuchter Wallfahrtsort. 1488 wurden die Gemeinden Hausen im Killertal und Jungingen als selbstständige Pfarreien von der Urpfarrei abgetrennt. Seit 1530 ist Killer selbst Filiale der Pfarrei Hausen.
Der Kirchturm musste nach dem Erdbeben im Jahr 1978 abgerissen und neu aufgebaut werden.

## Wirtschaft

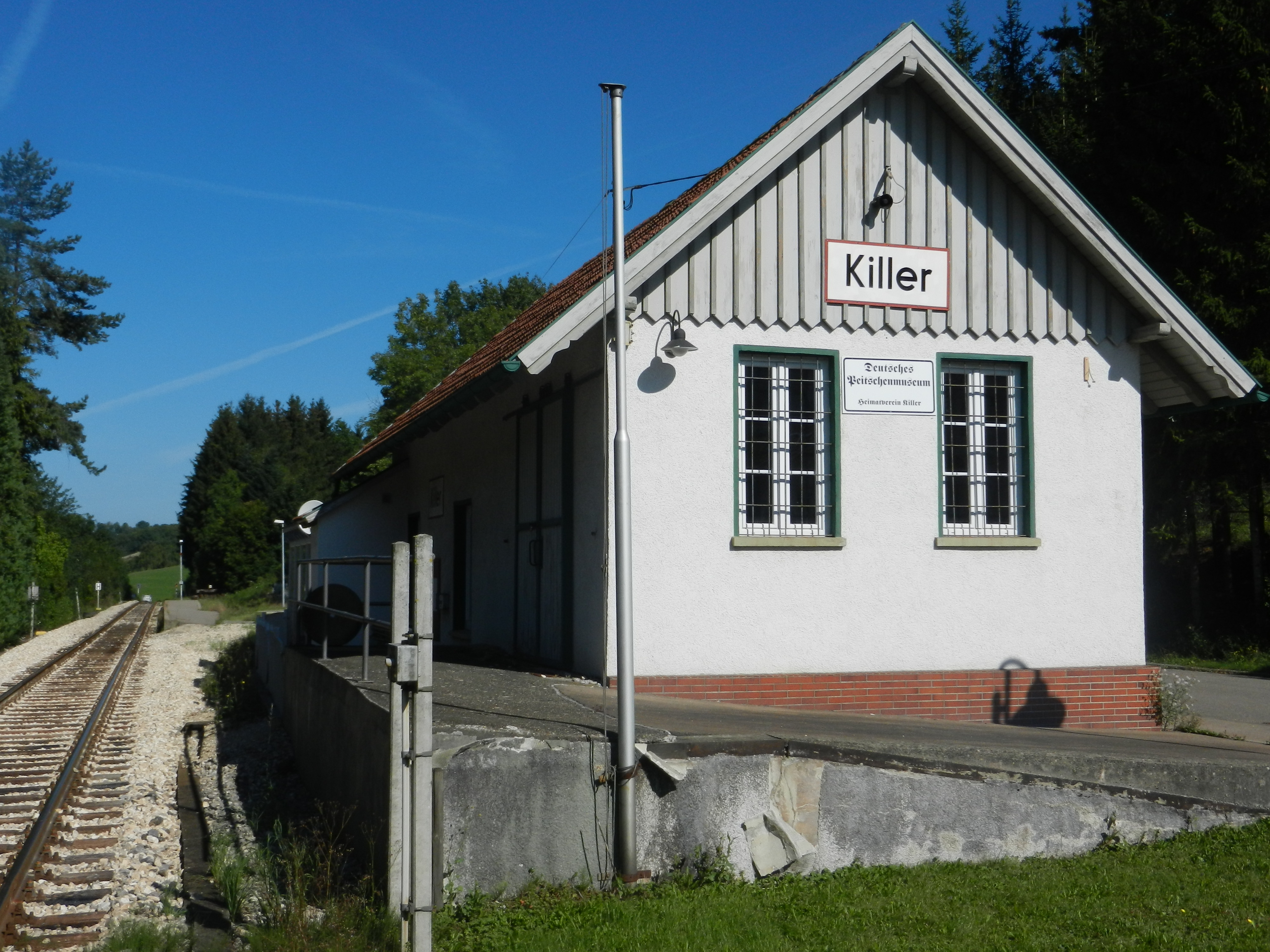
Deutsches Peitschenmuseum im ehemaligen Bahnhof

Das als Peitschendorf bezeichnete Killer war bis nach dem Zweiten Weltkrieg der Mittelpunkt der regionalen Peitschenproduktion. Deshalb gibt es im Dorf das Deutsche Peitschenmuseum und im Wappen der ehemals selbständigen Gemeinde ist eine Peitsche dargestellt.

## Trivia
- Aufgrund des Ortsnamens, der auch für einen Auftragsmörder steht, werden immer wieder die Ortsschilder entwendet.[4]
- Killer wird im Text des Schwobarock Songs Ratzariader Schenkelbatscher von Grachmusikoff erwähnt.[5]